# Yevgueni Podgorni
Yevgueni Podgorni (Novosibirsk, Rusia, 9 de julio de 1977) es un gimnasta artístico ruso, campeón olímpico en 1996 y subcampeón del mundo en el concurso por equipos.

## Carrera deportiva
En los JJ. OO. de Atlanta (Estados Unidos) de 1996 gana el oro en el concurso por equipos, por delante de China y Ucrania, siendo sus compañeros de equipo: Serguéi Jarkov, Nikolái Kriúkov, Alekséi Nemov, Dmitri Trush, Dmitri Vasilenko y Alekséi Voropáyev.
En el Mundial de Tianjin 1999 gana la plata en el concurso por equipos, tras China y por delante de Bielorrusia (bronce).
En los JJ. OO. de Sídney (Australia) de 2000 consigue la medalla de bronce en la competición por equipos, tras China (oro) y Ucrania (plata), siendo sus compañeros de equipo: Alexei Bondarenko, Dmitri Drevin, Nikolai Kryukov, Alexei Nemov y Maxim Aleshin.